# Paradrino atrisetosa
Paradrino atrisetosa là một loài ruồi trong họ Tachinidae.